# Otto Baumgart
Otto Gustav Gottfried Baumgart (Blumenau, 11 de setembro de 1897 — São Paulo, 10 de fevereiro de 1973) foi um empresário teuto-brasileiro, fundador da Vedacit e do Grupo Baumgart. Era casado com Marianne Baumgart.

## História
Em 1923, se formou em engenharia mecânica na Escola Técnica de Mitweida, na Alemanha. Trabalhou durante anos com seu irmão Emílio Baumgart, engenheiro responsável pelo projeto do Edifício A Noite e outras obras, até que em 1936, se mudou para São Paulo e fundou a Otto Baumgart Indústria e Comércio Ltda., empresa que fez fortuna com os impermeabilizantes Vedacit.
Sua empresa foi fundada no bairro do Jardim América, sendo transferida em 1938 para o Alto de Santana, até ser finalmente transferida para a Vila Guilherme em 1955, onde até hoje ficam sua fábrica e demais negócios.
Por sua empresa estar baseada na região, Otto Baumgart desenvolveu um grande apreço pela região norte de São Paulo, comprando inclusive na década de 60 diversos terrenos às margens do rio Tietê por influência de seu filho, Curt Otto Baumgart. Estes terrenos viriam a se tornar o complexo Cidade Center Norte, composto pelos shoppings Center Norte e Lar Center, o centro de convenções Expo Center Norte, o Novotel Center Norte, além de diversos imóveis comerciais e estacionamentos no local. Entre 1941 e 1945, também foi o sub-delegado da 9º Delegacia de Polícia de São Paulo, no Carandiru.
Faleceu em 10 de fevereiro de 1973, suas empresas foram divididas igualmente entre seus filhos: Rolf Gustavo Roberto, Úrsula Erika Marianna e Curt Otto Baumgart.

## Legado
Otto Baumgart por influência de seu filho, Curt, comprou a área de 410.000 m² onde foi construída a Cidade Center Norte e seus empreendimentos, a principal avenida que corta o complexo e conecta as avenidas Zaki Narchi e Marginal Tietê leva o seu nome. A Avenida Otto Baumgart tem aproximadamente 1200 metros de extensão.
A Vedacit, empresa criada e gerida pelo empresário hoje é uma das líderes no mercado de materiais de construção no Brasil e acumula mais de 80 anos de história.